# Distrito electoral de Hopewell (condado de Hayes, Nebraska)
Hopewell (en inglés: Hopewell Precinct) es un distrito electoral ubicado en el condado de Hayes en el estado estadounidense de Nebraska. En el Censo de 2010 tenía una población de 75 habitantes y una densidad poblacional de 0,81 personas por km².

## Geografía
Hopewell se encuentra ubicado en las coordenadas 40°24′12″N 101°2′54″O / 40.40333, -101.04833. Según la Oficina del Censo de los Estados Unidos, Hopewell tiene una superficie total de 92.3 km², de la cual 92.22 km² corresponden a tierra firme y (0.08%) 0.07 km² es agua.

## Demografía
Según el censo de 2010, había 75 personas residiendo en Hopewell. La densidad de población era de 0,81 hab./km². De los 75 habitantes, Hopewell estaba compuesto por el 93.33% blancos, el 0% eran afroamericanos, el 0% eran amerindios, el 0% eran asiáticos, el 0% eran isleños del Pacífico, el 6.67% eran de otras razas y el 0% pertenecían a dos o más razas. Del total de la población el 6.67% eran hispanos o latinos de cualquier raza.